# クリス・レインボウ
クリス・レインボウ（Chris Rainbow、1946年11月18日 - 2015年2月22日）は、スコットランドのロック歌手およびミュージシャンであり、1970年代に「Give Me What I Cry For」「Solid State Brain」という2曲のヒット・ソングを放っている。
ソロとしてのキャリアに加えて、彼は多くのロック、ポップ、プログレッシブ・バンドで、またソロ・アーティストとして歌ったボーカリスト兼ボーカル・アレンジャーだった。その後、彼は自分のスタジオを所有し、誰からも尊敬される音楽プロデューサーとして仕事した。

## 生い立ちと名前
彼はジェームズ・ハーレイとパメラ・クラパムの息子として生まれた。彼は、ステージ名として「レインボウ」を採用して、スティーヴ・ハーレイとの混乱を避けた。「スティーヴ・ハーレイはその時絶頂期にあって、僕は彼の名前と混同されたくなかったんだ。レインボウという名前は、ある晩、僕と何人かの友人とでテレビを観てる時に、記者の名前が「クリストファー・レインボウ」と画面上で点滅したのを見て決めたんだよ」と語っている。
レインボウは、歌うと消えるものの、激しい吃りを持っていた。

## 略歴
1972年から1973年の間、レインボウは、ホープストリート (Hopestreet)と呼ばれるバンドに参加した。これに続き、最初にクリストファー・レインボウ、次にクリス・レインボウとしてレコーディングし、1975年に『ホーム・オブ・ザ・ブレイヴ』、1977年に『ルッキング・オーヴァー・マイ・ショルダー』、1979年に『ホワイト・トレイルズ』という3枚のソロ・アルバムをリリースした。後半2枚のアルバムからの楽曲は、アルバム『ザ・ベスト・オブ・クリス・レインボウ1972-1980』としてまとめられ、ラジオ・スポットや、レアな未発表音源なども含まれた1枚および2枚組CDセットとして発表されている。
現時点でレインボウは、ケニー・エヴェレットのサポートを通じ、彼の音楽によって広く知れわたっており、その後、ロンドンのキャピタル・ラジオが彼の音楽を大々的に取り上げた。この時点でレインボウがキャピタル・ラジオのために作成したジングルのいくつかは、後にアウトテイク、デモ、未発表音源をまとめたアルバムでリリースされることとなった。
1979年、レインボウはアラン・パーソンズ・プロジェクトとの長い付き合いをスタートし、アルバム『イヴの肖像』からアラン・パーソンズの1999年のソロ・アルバム『タイム・マシン』まで、数多くのアルバムでレコーディングを行った。
1980年代初頭、レインボウはキャメルに加わり、アルバム『シングル・ファクター』と『ステーショナリー・トラヴェラー』に参加した。1984年のツアーでは一緒に演奏し、その録音はアルバム『プレッシャー・ポインツ - キャメル・ライヴ -』としてリリースされた。

## プロダクション
レインボウは、スコットランドのゲーリック・ロック・グループであるランリグ (Runrig)のアルバムをいくつかプロデュースした。

## スタジオ
レインボウは、スカイ島に「Vital Spark Music Studio」をつくって運営し、ドニー・マンロー (Donnie Munro)やKTタンストールなどのアーティストがアルバムを録音した。

## 死について
クリス・レインボウは、パーキンソン病との長い闘病の末、2015年2月22日に亡くなった。

## ブライアン・ウィルソン
1977年、レインボウは、ザ・ビーチ・ボーイズの共同設立者であり、ソロ・アーティストのブライアン・ウィルソンへのオマージュとなる「Dear Brian」という曲を録音している。レインボウの訃報を聞き、ブライアン・ウィルソンは公式ウェブサイトに次のように投稿した。「クリス・レインボウが亡くなったと聞き、本当に切ない気持ちです。若すぎました。1970年代後半、友人が私のために「Dear Brian」を演奏してくれた事を覚えています。それは美しい曲でした。クリスの家族や友人の皆さんに良い事が巡ってきますよう願っています。愛と慈悲を。ブライアン」。

## ディスコグラフィ

### スタジオ・アルバム
- 『ホーム・オブ・ザ・ブレイヴ』 - Home Of The Brave (1975年)
- 『ルッキング・オーヴァー・マイ・ショルダー』 - Looking Over My Shoulder (1978年)
- 『ホワイト・トレイルズ』 - White Trails (1979年)

### コンピレーション・アルバム
- 『ベスト・オブ・クリス・レインボー』 - The Best Of Chris Rainbow (1994年)
- 『ザ・ベスト・オブ・クリス・レインボウ1972-1980』 - The Best Of Chris Rainbow 1972-1980 (2000年)
- 『アンリリースト&デモ・トラックス 1973-1983』 - Unreleased & Demo Tracks 1973-1983 (2000年)
- 『ア・グラスゴー・ボーイ アンソロジー1974-1981』 - The Chris Rainbow Anthology 1974-1981 (2001年)
- Waves (2007年)